# Dzhanik Fayziev
Dzhanik Habibullaevich Fayziev (Taskent, 30 de julio de 1961) es un cineasta y guionista ruso, especializado en películas de aventuras históricas. Es reconocido por digirir los filmes The Turkish Gambit, Legend of Kolovrat y Cosmoball, y por producir Almirante.

## Filmografía

### Como director
- Old Songs of the Main Things 2 (1997)
- Namedni 1961-2003: Nasha Era (1997)
- Russian Еmpire (2000)
- Request Stop (2000)
- The Turkish Gambit (2005)
- August Eighth (2012)
- Legend of Kolovrat (2017)
- Cosmoball (2020)

Fuente: